# Forray család
A soborsini nemes, báró és gróf Forray család egy XVIII. századi eredetű, mára már kihalt magyar nemesi család.

## Története
Sárközy János és Forray Márton unokatestvérek 1714-ben nemesi címerlevelet kaptak. Helyenként édesanyja után Márton is Sárközy néven szerepel. Mártonnak két fia született, András és Márton. Márton egyetlen fiával, Józseffel ágazata ki is halt. András viszont Arad vármegyébe költözve magas állást vívott ki magának, aljegyzője lett vármegyéjének. Tarnabodi birtokait eladta, 1760-ban pedig már alispánként a soborsini előnevet kapta. Egyetlen fia, Ignác 1789-ben bárói címet kapott. Ignác fia, András csanádi főispán lett. Ez utóbbi András fia, Iván 1877-től már gróf volt, családja utolsó tagjaként távozott az élők sorából.

## Nevezetes családtagok
- Forray András (1718–1788) tanácsos, alispán
- Forray András (1780–1830) kamarás, főispán
- Forray Iván (1817–1852) kamarás